# 13e cérémonie des International Indian Film Academy Awards

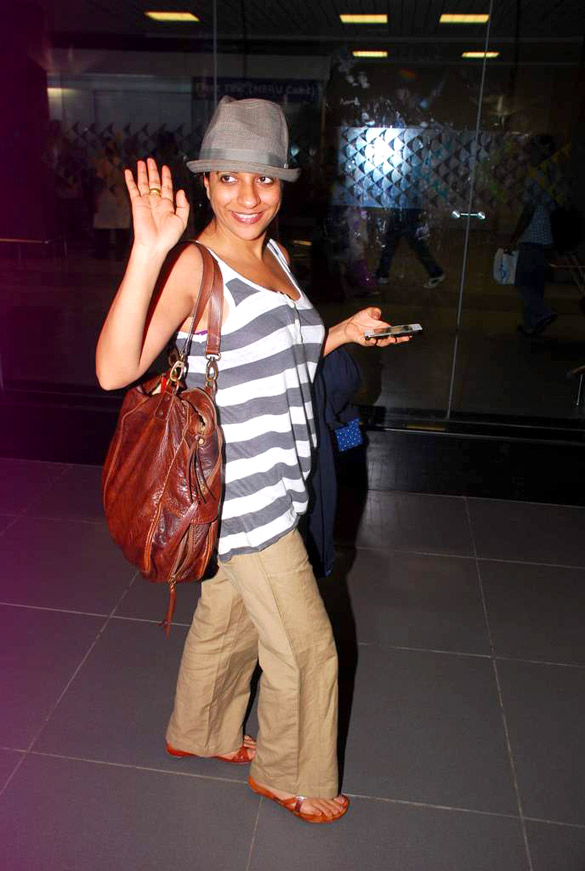
Zoya Akhtar à son retour en Inde quelques jours après la cérémonie.

La 13e cérémonie de remise des International Indian Film Academy Awards, présentée par Shahid Kapoor et Farhan Akhtar, s'est déroulée le 9 juin 2012 au Singapore Indoor Stadium de Singapour. Zindagi Na Milegi Dobara de Zoya Akhtar a été primé 9 fois suivi de The Dirty Picture et Rockstar, qui l'ont été 5 fois chacun.

## Récompenses et nominations

### Récompenses populaires
Elles sont attribuées par le public qui vote à partir d'une sélection effectuée par l'International Indian Film Academy.
Meilleur film
- Zindagi Na Milegi Dobara : lauréat
- Bodyguard
- No One Killed Jessica
- Rockstar
- The Dirty Picture

Meilleur réalisateur
- Zoya Akhtar - Zindagi Na Milegi Dobara : lauréate
- Raj Kumar Gupta - No One Killed Jessica
- Imtiaz Ali - Rockstar
- Rohit Shetty - Singham
- Milan Luthria - The Dirty Picture

Meilleur acteur
- Ranbir Kapoor - Rockstar : lauréat
- Amitabh Bachchan - Aarakshan
- Salman Khan - Bodyguard
- Shahrukh Khan - Don 2
- Ajay Devgan - Singham
- Hrithik Roshan - Zindagi Na Milegi Dobara

Meilleure actrice
- Vidya Balan - The Dirty Picture : lauréate
- Priyanka Chopra - 7 Khoon Maaf
- Kareena Kapoor - Bodyguard
- Kangna Ranaut - Tanu Weds Manu
- Mahie Gill - Saheb, Biwi Aur Gangster

Meilleur second rôle masculin
- Farhan Akhtar - Zindagi Na Milegi Dobara : lauréat
- Abhay Deol - Zindagi Na Milegi Dobara
- Randeep Hooda - Saheb, Biwi Aur Gangster
- Naseeruddin Shah - The Dirty Picture
- Emraan Hashmi - The Dirty Picture

Meilleur second rôle féminin
- Parineeti Chopra - Ladies vs Ricky Bahl : lauréate
- Divya Dutta - Stanley Ka Dabba
- Sonali Kulkarni - Singham
- Swara Bhaskar - Tanu Weds Manu
- Kalki Koechlin - Zindagi Na Milegi Dobara

Meilleur rôle comique
- Riteish Deshmukh - Double Dhamaal : lauréat
- Paresh Rawal - Ready
- Divyendu Sharma - Pyaar Ka Punchnama
- Pitobash - Shor in the City
- Deepak Dobriyal - Tanu Weds Manu

Meilleur rôle négatif
- Prakash Raj - Singham : lauréat
- Irrfan Khan - 7 Khoon Maaf
- Boman Irani - Don 2
- Vidyut Jammwal - Force
- Naseeruddin Shah - The Dirty Picture

Meilleur acteur débutant
- Vidyut Jammwal - Force

Meilleure actrice débutante
- Parineeti Chopra - Ladies vs Ricky Bahl

Meilleure histoire
- Reema Kagti et Zoya Akhtar - Zindagi Na Milegi Dobara : lauréates
- Imtiaz Ali - Rockstar
- Amole Gupte - Stanley Ka Dabba
- Himanshu Sharma - Tanu Weds Manu
- Rajat Aroraa - The Dirty Picture

Meilleur compositeur (chansons)
- A.R. Rahman - Rockstar : lauréat
- Vishal Bhardwaj - 7 Khoon Maaf
- Sohail Sen - Mere Brother Ki Dulhan
- Vishal-Shekhar - Ra.One
- Shankar Ehsaan Loy - Zindagi Na Milegi Dobara

Meilleur parolier
- Irshad Kamil - Naadan Parindey (Rockstar) : lauréat
- Shabbir Ahmed - Teri Meri (Bodyguard)
- Gulzar - Darling (7 Khoon Maaf)
- Javed Akhtar - Khwabon Ke Parindey (Zindagi Na Milegi Dobara)
- Rajat Aroraa - Ishq Sufiyana (The Dirty Picture)

Meilleur chanteur de play-back
- Mohit Chauhan - Naadan Parindey (Rockstar) : lauréat
- Ash King - I Love You (Bodyguard)
- Rahat Fateh Ali Khan - Teri Meri (Bodyguard)
- Mika Singh - Subha Hone Na De (Desi Boyz)
- Kamal Khan - Ishq Sufiana (The Dirty Picture)

Meilleure chanteuse de play-back
- Shreya Ghoshal - Ooh La La (The Dirty Picture) et Teri Meri (Bodyguard) : lauréate
- Usha Uthup et Rekha Bhardwaj - Darling (7 Khoon Maaf)
- Sunidhi Chauhan - Te Amo (Dum Maaro Dum)
- Harshdeep Kaur - Katiya Karun (Rockstar)

### Récompenses spéciales
- Prix pour l'ensemble de la carrière : Rekha
- Contribution exceptionnelle au cinéma indien : Zohra Sehgal et Ramesh Sippy
- Contribution exceptionnelle au cinéma mondial : Liv Ullmann
- Contribution exceptionnelle pour l'environnement : Diya Mirza
- Meilleur couple : Ranbir Kapoor et Nargis Fakhri

### Récompenses techniques
Elles sont attribuées directement par l'International Indian Film Academy. Elles ont été remises aux lauréats le 8 juin lors de l'IIFA Music and Fashion Extravaganza.
Meilleur scénario
Reema Kagti et Zoya Akhtar (Zindagi Na Milegi Dobara)
Meilleur directeur de la photographie
Carlos Catalan (Zindagi Na Milegi Dobara)
Meilleur dialogues
Rajat Aroraa (The Dirty Picture)
Meilleure musique (film)
A.R. Rahman (Rockstar)
Meilleur montage
Anand Subaya (Zindagi Na Milegi Dobara)
Meilleure direction artistique
Sabu Cyril (Ra.One)
Meilleur enregistrement sonore (film)
Resul Pookutty et Amrit Pritam Dutta (Ra.One)
Meilleur enregistrement sonore (chanson)
Vishal-Shekhar (Chammak Challo dans Ra.One) 
Meilleure post-synchronisation
Anuj Mathur et Baylon Fonseca (Zindagi Na Milegi Dobara)
Meilleure chorégraphie
Bosco-Caesar (en) (Señorita dans Zindagi Na Milegi Dobara) 
Meilleurs costumes
Niharika Khan (The Dirty Picture)
Meilleure cascades
Jai Singh Nijjar (Singham)
Meilleurs effets spéciaux visuels
Red Chillies VFX (Ra.One)
Meilleur maquillage
Vikram Gaikwad (The Dirty Picture)